# Boda socken, Värmland
Boda socken i Värmland ingick i Jösse härad, ingår sedan 1971 i Kils kommun och motsvarar från 2016 Boda distrikt.
Socknens areal är 83,02 kvadratkilometer varav 71,27 land. År 2000 fanns här 836 invånare.  Tätorten Högboda samt sockenkyrkan Boda kyrka ligger i socknen.   

## Administrativ historik
Socknen bildades 28 januari 1616 genom en utbrytning ur Brunskogs socken.
Vid kommunreformen 1862 övergick socknens ansvar för de kyrkliga frågorna till Boda församling och för de borgerliga frågorna bildades Boda landskommun. Landskommunen inkorporerades 1952 i Brunskogs landskommun som upplöstes 1971 då denna del uppgick i Kils kommun.
1 januari 2016 inrättades distriktet Boda, med samma omfattning som församlingen hade 1999/2000.
Socknen har tillhört län, fögderier, tingslag och domsagor enligt vad som beskrivs i artikeln Jösse härad. De indelta soldaterna tillhörde Värmlands regemente, Kila och överstelöjtnantens kompani.

## Geografi
Boda socken ligger öster om Arvika och öster om Värmeln med sjöarna Rinnen och Säveln i norr och Stor-Emsen i söder. Socknen har odlingsbygd kring småsjöar i centrum och är i övrigt en kuperad skogsbygd.

## Fornlämningar
Från bronsåldern är gravrösen funna.

## Befolkningsutveckling
| Befolkningsutvecklingen i Boda socken, Värmland 1750–1990                                                | Befolkningsutvecklingen i Boda socken, Värmland 1750–1990 | Befolkningsutvecklingen i Boda socken, Värmland 1750–1990 | Befolkningsutvecklingen i Boda socken, Värmland 1750–1990 | Befolkningsutvecklingen i Boda socken, Värmland 1750–1990 |
| --- | --------------------------------------------------------- | --------------------------------------------------------- | --------------------------------------------------------- | --------------------------------------------------------- |
| |                                                           |                                                           |                                                           |                                                           |
| År |                                                           |                                                           | Folkmängd                                                 |                                                           |
| 1750 | 1750                                                      |                                                           | 654                                                       |                                                           |
| 1760 | 1760                                                      |                                                           | 682                                                       |                                                           |
| 1769 | 1769                                                      |                                                           | 766                                                       |                                                           |
| 1780 | 1780                                                      |                                                           | 771                                                       |                                                           |
| 1790 | 1790                                                      |                                                           | 863                                                       |                                                           |
| 1800 | 1800                                                      |                                                           | 961                                                       |                                                           |
| 1810 | 1810                                                      |                                                           | 883                                                       |                                                           |
| 1820 | 1820                                                      |                                                           | 1 053                                                     |                                                           |
| 1830 | 1830                                                      |                                                           | 1 316                                                     |                                                           |
| 1840 | 1840                                                      |                                                           | 1 554                                                     |                                                           |
| 1850 | 1850                                                      |                                                           | 1 725                                                     |                                                           |
| 1860 | 1860                                                      |                                                           | 1 995                                                     |                                                           |
| 1870 | 1870                                                      |                                                           | 2 083                                                     |                                                           |
| 1880 | 1880                                                      |                                                           | 2 289                                                     |                                                           |
| 1890 | 1890                                                      |                                                           | 2 031                                                     |                                                           |
| 1900 | 1900                                                      |                                                           | 1 837                                                     |                                                           |
| 1910 | 1910                                                      |                                                           | 1 540                                                     |                                                           |
| 1920 | 1920                                                      |                                                           | 1 446                                                     |                                                           |
| 1930 | 1930                                                      |                                                           | 1 425                                                     |                                                           |
| 1940 | 1940                                                      |                                                           | 1 337                                                     |                                                           |
| 1950 | 1950                                                      |                                                           | 1 205                                                     |                                                           |
| 1960 | 1960                                                      |                                                           | 1 044                                                     |                                                           |
| 1970 | 1970                                                      |                                                           | 802                                                       |                                                           |
| 1980 | 1980                                                      |                                                           | 774                                                       |                                                           |
| 1990 | 1990                                                      |                                                           | 814                                                       |                                                           |
| Anm: Källor: Umeå universitet - Tabellverket 1749-1859, Demografiska databasen, CEDAR, Umeå universitet. |                                                           |                                                           |                                                           |                                                           |